# Ruger 10/22

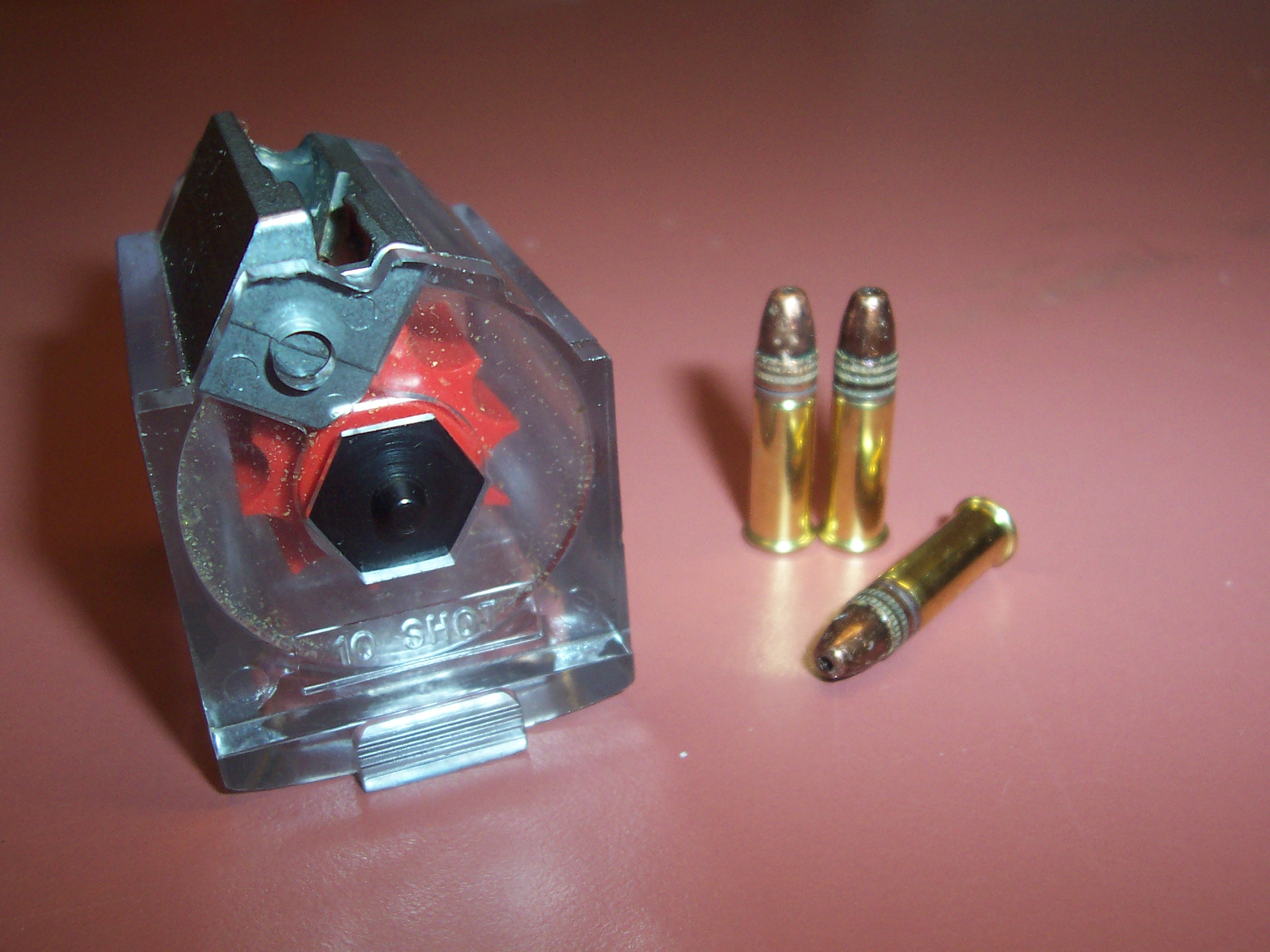
Cargador rotativo de 10 cartuchos del Ruger 10/22.

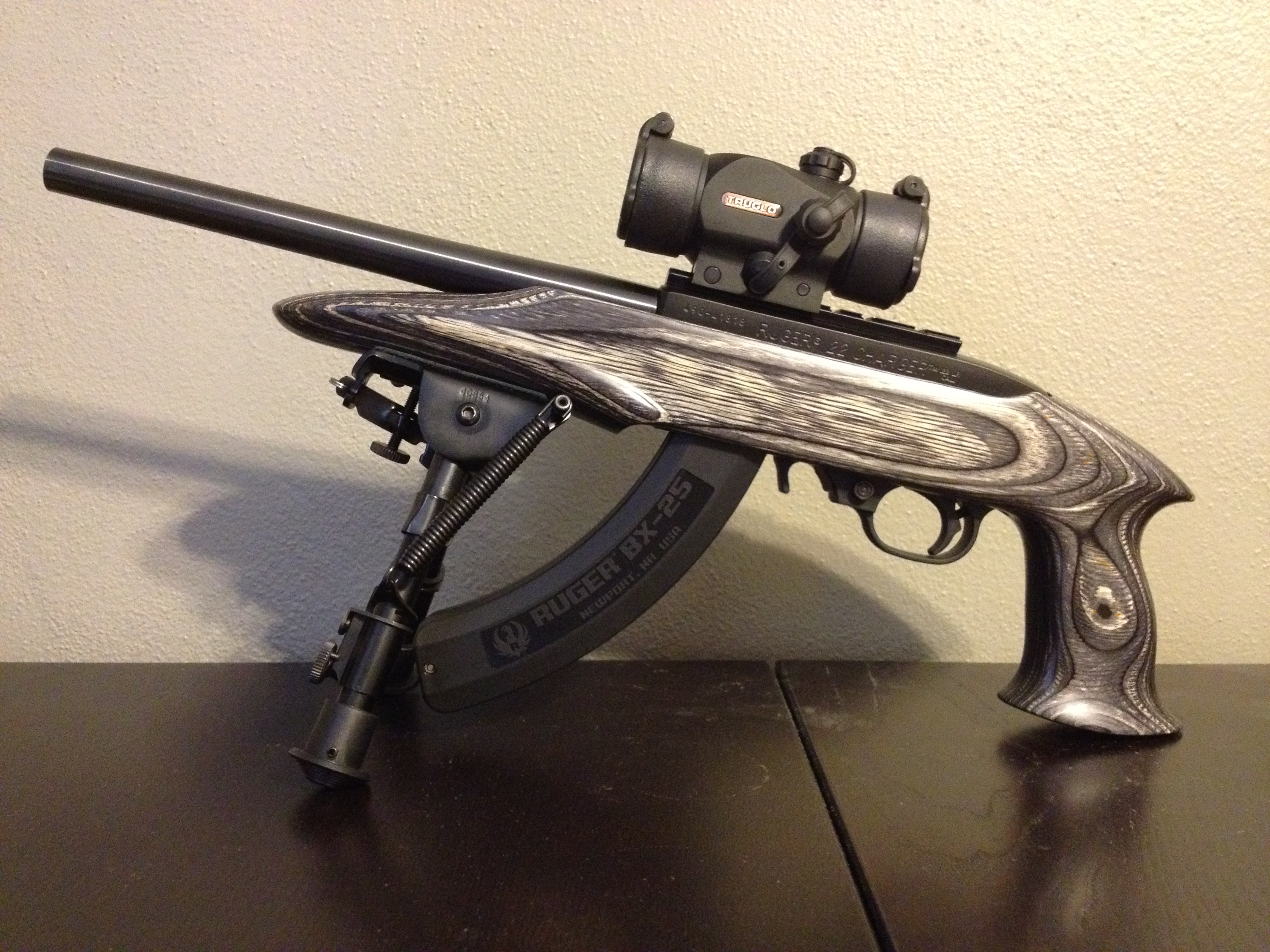
Ruger Charger Pistol con mira telescópica montada en el riel Weaver.

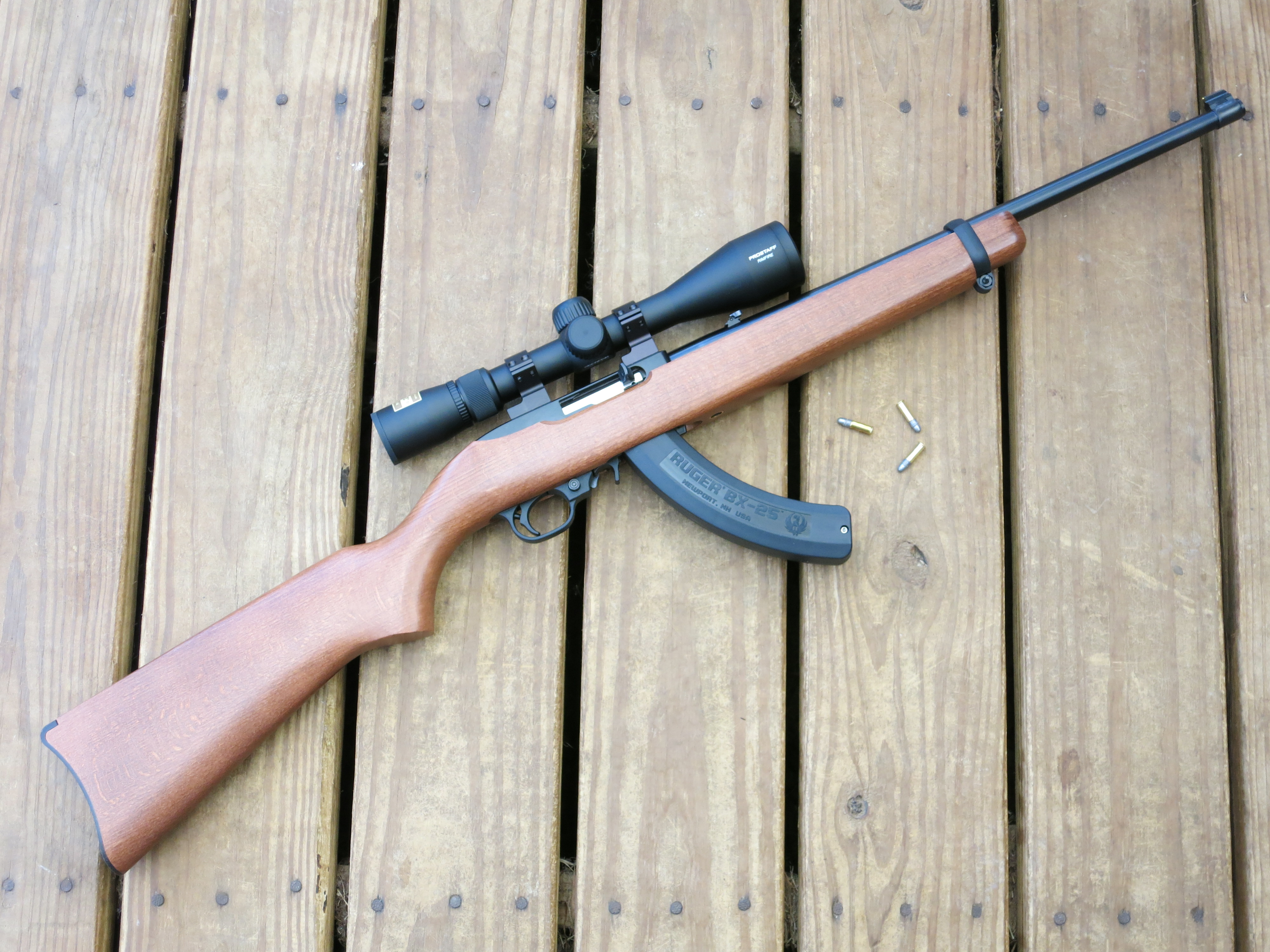
Ruger 10/22 con cargador extraíble de 25 cartuchos y mira telescópica.

Los Ruger 10/22 son una serie de fusiles semiautomáticos calibrados para el cartucho .22 Long Rifle producidos por el fabricante estadounidense de armas de fuego Sturm, Ruger & Co.. La serie 10/22 está diseñada para usar un cargador rotativo patentado de 10 cartuchos, aunque también están disponibles cargadores extraíbles curvos de mayor capacidad. La versión Ruger Standard 10/22 carbine se ha producido continuamente desde 1964, siendo éste uno de los diseños de fusil de percusión anular más exitosos de la historia, con numerosos fabricantes que producen piezas y accesorios para su actualización y personalización.
Entre 1998 y 2006 se produjo una versión Magnum del 10/22, calibrada para el cartucho .22 WMR. En 2004 también fue anunciada la versión Ruger 10/17, calibrada para el cartucho .17 HMR, sin embargo, esta versión solo estuvo a la venta por 2 años.

## Variantes
10/22 Carbine
Modelo estándar con cañón de 470 mm de longitud, cuya culata se ofrece en madera o material sintético y con cajón de mecanismos de acero inoxidable.
10/22 Takedown
Presentado en marzo de 2012, este fusil tiene la capacidad de ser desmontado fácilmente en sus componentes básicos (Culata/cañón). Cuenta con un cajón de mecanismos de aluminio cepillado que imita al acero inoxidable, culata de material sintético y cañón de 470 mm.
10/22 Takedown Lite
Similar a la versión Takedown, pero con un cañón de diseño más ligero.
10/22 Target
Versión para tiro al blanco con cañón pesado de 508 mm de longitud.
10/22 Target Lite
Introducido en 2018, es similar a la versión Target pero con culata de madera laminada.
10/22 Compact
Rifle compacto con cañón de 409 mm.
10/22 Sporter
Modelo con cañón de 470 mm de longitud, con cañones opcionales de 508 mm o 559 mm de longitud, se ofrece con culata de nogal.
10/22 Tactical
Modelo con cañón de 470 mm de longitud, equipado con bocacha apagallamas y bípode.
SR-22
Introducido en 2009, el SR-22 es un cajón de mecanismos del 10/22 introducido en un chasis que imita las dimensiones de un fusil tipo AR-15, como el Ruger SR-556. El SR-22 usa los cargadores rotativos estándar del 10/22, además de la mayoría de cargadores para 10/22 disponibles en el mercado. Las ubicaciones del retén del cargador, el seguro y la manija del cerrojo son más parecidas a las de un 10/22 estándar que a las de un fusil tipo AR-15. Tiene guardamanos de aluminio, culata ajustable de seis posiciones y un riel para montar miras telescópicas sobre el cajón de mecanismos.
22 Charger Pistol
Introducido en 2007, esta versión cuenta con un cañón pesado de 254 mm de longitud, culata de madera laminada, bípode y riel Weaver para montar una mira telescópica.
Collector's Series
Edición limitada que fue ofrecida en 2014, cuenta con cajón de mecanismos en acabado negro con la leyenda "1964-2014", miras de fibra óptica y cargador extraíble de 25 cartuchos.
VLEH Target Tactical Rifle
Introducido en 2009, es un híbrido entre el 10/22T y el Ruger M77 Hawkeye Tactical. VLEH es acrónimo de Varmint barrel Law Enforcement model with Hogue stock.
AWC Ultra II
Versión con cañón de 419 mm de longitud, con silenciador integrado. La longitud total del arma es de 876 mm y su peso es de 2,72 kg.